# Parsonsia capsularis
Parsonsia capsularis är en oleanderväxtart som beskrevs av Robert Brown. Parsonsia capsularis ingår i släktet Parsonsia och familjen oleanderväxter.

## Underarter
Arten delas in i följande underarter:
- P. c. ochracea
- P. c. rosea
- P. c. tenuis